# FTP
File Transfer Protocol (Протокол за пренос на файлове, FTP) представлява мрежов протокол от тип клиент – сървър, предоставящ възможност за обмен на файлове между машини, свързани в локална мрежа или в интернет.
Протоколът за пренос на файлове използва TCP за комуникация между клиент и сървър. Клиентът е специално разработена програма, чрез която се предоставя лесен начин за използване на възможностите за комуникация. Съществуват множество FTP клиенти, които могат да се ползват безплатно, и такива, които са платени. Повечето от тях са графични, като малката част текстови (конзолни) клиенти са предназначени за специалисти с по-задълбочени познания за FTP или са предназначени за строго специфични системни задачи.
Протоколът предоставя възможността за изпълняване на операции на сървъра като показване на съдържанието на директории, смяна на директорията, създаване на директории и триене на файлове.
Свързването със сървъра може да бъде „сигурно“ или „анонимно“. При сигурното свързване достъпът до сървъра се осигурява само при автентикация с потребителско име и парола на потребител с достатъчни права. Анонимно свързване се осъществява с потребителско име anonymous и каквато и да е парола и може да се използва за сървъри, които позволяват такъв достъп. 
Модерните браузъри поддържат свързването с FTP сървъри с цел изтегляне или показване на файлове в зависимост от вида на файла и възможностите на браузъра.
За управление на данни на FTP сървър (вкл. създаване на директории, триене на файлове и смяна на директории) има наличен софтуер. Някои операционни системи (напр. дериватите от UNIX и OS/2) имат включен такъв софтуер в основния си пакет.
Разработките на протокола включват варианти за криптирана комуникация и пренос на данните, наречени SFTP и FTPS, на основата на SSH.
Протоколът работи в два режима – двоичен или текстов ASCII режим.
FTP е разработен от Калифорнийския щатски университет в Бъркли.